# Стогов, Николай Николаевич
Никола́й Никола́евич Сто́гов (10 сентября 1873, Российская империя — 7 декабря 1959, Сент-Женевьев-де-Буа) — русский военачальник, генерал-лейтенант, участник Первой мировой и Гражданской войн.

## Биография
Родился 10 сентября 1873 года в семье купца Вышневолоцкой волости Тверской губернии. Окончил Николаевский кадетский корпус, 2-е военное Константиновское училище. Из училища вышел в Лейб-гвардии Волынский полк. В 1900 году окончил Николаевскую академию Генерального штаба по первому разряду.
С ноября 1900 года занимал должность старшего адъютанта 17-й пехотной дивизии, а с мая 1901 года — обер-офицера для особых поручений при штабе 6-го армейского корпуса. С сентября 1904 года по март 1909 — старший адъютант штаба Варшавского округа. В декабре 1908 года был произведён в полковники, а в мае 1909 назначен начальником военно-исторического отделения в отделе генерал-квартирмейстера Главного управления Генерального штаба. С 14 июля 1910 года — делопроизводитель Главного управления Генерального штаба.

### Первая мировая война
Первую мировую войну встретил начальником штаба 1-й Финляндской стрелковой бригады. Осенью 1914 года был назначен командиром 3-го Финляндского стрелкового полка. 15 апреля 1915 был назначен генерал-квартирмейстером штаба 8-й армии Брусилова. 25 сентября 1916 года назначен начальником штаба 8-й армии. Был ближайшим помощником генералов А. А. Брусилова и А. М. Каледина.
После Февральской революции резко пошёл вверх по карьерной лестнице. 2 апреля 1917 стал командиром XVI армейского корпуса и 29 апреля 1917 произведён в генерал-лейтенанты. После выступления генерала Л. Г. Корнилова 10 сентября 1917 года заменил генерала С. Л. Маркова на посту начальника штаба армий Юго-Западного фронта. После Октябрьской революции некоторое время исполнял обязанности главнокомандующего армиями фронта.

### Гражданская война
В январе 1918 поступил на службу в Красную армию. С 8 мая по 2 августа 1918 года — начальник Всеросглавштаба РККА. Арестовывался ЧК (октябрь-ноябрь). С 25 ноября 1918 года — в системе Главархива. Помощник управляющего 1-м Московским отделением 3-й (военной) секции Главархива (с 1 февраля 1919 года). Сотрудничал с антибольшевистской подпольной организацией «Национальный центр», участвовал в работе подпольного Штаба Добровольческой армии Московского района до апреля 1919 года являлся главкомом Добровольческой армии Московского района.
В апреле 1919 арестован ВЧК. Содержался в Бутырской тюрьме и Андрониковом монастыре. Осенью 1919 года бежал из заключения. После этого его супруга была расстреляна красными в Москве. Она была захвачена вместе с сыном генерала, попав в засаду ЧК на квартире Н. Н. Щепкина. Ранее судьба сына оставалось неизвестной, предполагалось, что, скорее всего, он тоже был расстрелян вместе с матерью, однако сейчас появились основания считать, что в 1919 году уцелел, но был расстрелян во время Большого террора. Вместе с другим офицером-попутчиком перешёл линию фронта и добрался до Ставки ВСЮР в Таганроге. В Белом движении начальник штаба Кубанской армии при генерале Шкуро, январь-февраль 1920 года. С мая 1920 года — последний комендант Севастополя в Русской армии генерала Врангеля; одновременно — командующий войсками тылового района. Грамотно и профессионально организовывал эвакуацию белых войск из Крыма.

### В эмиграции
После эвакуации несколько лет жил в Земуне (Югославия), с 1924 года — в Париже, где работал на заводе. С 1928 года — заместитель начальника, с 6 июля 1930 года — начальник военной канцелярии РОВС (до 1934 года). С сентября 1934 года — председатель районного правления Общества офицеров Генштаба 1-го отдела Русского общевоинского союза, с 16 декабря того же года — вице-председатель Союза Георгиевских кавалеров, с 1934 года — председатель Общества офицеров Генштаба в Париже. В журнале "Часовой" за сентябрь-октябрь 1936 года был опубликован отчёт Стогова о его поездке в Парагвай для встречи с русскими военными после окончания войны с Боливией. 
С 1948 года — заместитель председателя Распорядительного комитета Гвардейского объединения. Сотрудничал в журнале «Часовой».
Во время Второй мировой войны морально поддерживал Движение Сопротивления и борьбу СССР против немецко-фашистских захватчиков, что отмечал в письме Деникину от 2 ноября 1944 года:

Да, благодарение Господу Богу все мы вознести можем. Русская земля не посрамлена, а даже, наоборот, возносится все выше и выше, и кто знает — не исполнится ли именно теперь то, что нам только снилось: объединение славян и выходы в свободные моря.
И надо отдать справедливость — подготовка к войне и в смысле моральном и в смысле материальном просто изумительна. Недаром теперь подсоветские люди говорят: «Теперь мы понимаем, почему у нас много не хватало для жизни — все шло на подготовку к войне.

Скончался 7 декабря 1959 года в Русском старческом доме в Сент-Женевьев-де-Буа. Похоронен на кладбище Сент-Женевьев-де-Буа.

## Семья
- Первая жена — Екатерина Тихоновна, урожденная Санина, (9 мая 1877—1919/1920), расстреляна как заложница[1][a]
  - Дочь — Татьяна (27 апреля 1902—?)[1]
  - Дочь — Надежда (3 сентября 1903—?)[1]
  - Сын — Николай (23 мая 1905—1937?), по предположению историка А. В. Ганина[1] именно к Николаю Стогову младшему относятся сведения о родившемся в 1905 году в Варшаве (место службы отца в этот период) Николае Николаевиче Стогове, который был арестован 12 января 1934 году, а 5 ноября 1937 года приговорён Тройкой НКВД по Западно-Казахстанской области к расстрелу[9].
  - Дочь — Екатерина (21 октября 1906—?)[1]
  - Дочь — Ольга (14 ноября 1908—?)[1], возможно к ней относятся сведения о домохозяйке Ольге Николаевне Стоговой, родившейся в 1908 году в г. Белёве и репрессированной в советское время (дата не указана)[10].
- Вторая жена — Анна Дмитриевна, урожденная Дерябина, (?—1987, Франция)[1]

## Награды
- Орден Святого Станислава 3-й степени (1904)
- Орден Святого Станислава 2-й степени (1906)
- Орден Святого Владимира 4-й степени (19.07.1910)
- Георгиевское оружие (10.06.1915)
- Орден Святого Георгия 4-й степени — (14.06.1915) — за то, что в бою 27 марта 1915 г., на Козиовской позиции, когда германцы ворвались на гору 992 и этим угрожали флангу и тылу его участка, лично под сильным ружейным и пулемётным огнём повёл свой резерв для противодействия распространению успеха противника и своим действием парализовал успех германцев[11].
- Орден Святого Владимира 3-й степени с мечами (24.06.1915)
- мечи и бант к ордену Святого Владимира 4-й степени (4.08.1915)
- Орден Святого Станислава 1-й степени (10.04.1916)
- Орден Святой Анны 1-й степени (09.08.1916)

## Комментарии
1. ↑  А. В. Ганину удалось познакомиться со следственными делами и протоколами допросов Екатерины Тихоновны Стоговой и её 14-летнего сына Николая Стогова, задержанными чекистами 29 августа 1919 года  при засаде в квартире Н. Н. Щепкина. Из следственных дел можно сделать вывод, что  Е. Т. Стогова была арестована, а 14-летний Николай 8 сентября был отпущен.  А спустя два дня на протоколе допроса Николая появилась резолюция: «Арестовать остальных детей и направить в Звенигородский лагерь. Павл[уновский] 10-IX-1919»[6].